# 新疆生产建设兵团第十二师二二一团
新疆生产建设兵团第十二师二二一团是中华人民共和国新疆生产建设兵团第十二师下辖的一个团。

## 行政区划
新疆生产建设兵团第十二师二二一团下辖以下单位：
团部村、一连生产队、二连生产队、三连生产队、四连生产队、五连生产队、七连生产队、八连生产队和九连生产队。